# Omolabus ujhelyeinsis
Omolabus ujhelyeinsis is een keversoort uit de familie bladrolkevers (Attelabidae). De wetenschappelijke naam van de soort werd in 2004 gepubliceerd door Andrei Aleksandrovich Legalov.